# Tan Wangsong
Dans ce nom chinois, le nom de famille, Tan, précède le nom personnel.
Tan Wangsong (en chinois : 谭望嵩) (né le 19 décembre 1985 à Chengdu, dans la province du Sichuan), est un footballeur chinois qui est un défenseur pour Tianjin Teda. Il est un membre de l'équipe nationale de football de la Chine.

## Sources
- (en) Cet article est partiellement ou en totalité issu de l’article de Wikipédia en anglais intitulé « Tan Wangsong » (voir la liste des auteurs).